# Euplectrus comstockii
Euplectrus comstockii is een vliesvleugelig insect uit de familie Eulophidae. De wetenschappelijke naam is voor het eerst geldig gepubliceerd in 1880 door Howard.